# Bouin (Vendée)
 Bouin  es una población y comuna francesa, en la región de Países del Loira, departamento de Vendée, en el distrito de Les Sables-d'Olonne y cantón de Beauvoir-sur-Mer.

## Demografía
| 2133 | 2146 | 2237 | 2292 | 2268 | 2242 |
| Para los censos de 1962 a 1999 la población legal corresponde a la población sin duplicidades (Fuente: INSEE [Consultar]) |      |      |      |      |      |